# Obranné sdružení občanů Derry
Obranné sdružení občanů Derry (anglicky Derry Citizens' Defence Association zkr. DCDA) byla organizace zřízená v červenci 1969 v reakci na hrozbu Královské ulsterské policie a civilních irských unionistů vůči irským nacionalistům v souvislosti s každoročním pochodem organizace Apprentice Boys of Derry, který se měl tehdy konat 12. srpna. Střety s Královskou ulsterskou policií v lednu a dubnu 1969 vyústily do rozsáhlých nepokojů. DCDA hrála významnou roli při koordinaci obyvatel v oblasti bitvě o Bogside. Také prohlásili samozvanou oblast Free Derry s vlastní vládou od srpna do října 1969. Představiteli vlády byly Seán Keenan, Paddy Doherty a Johnnie White. Keenan a White byli velmi známí republikáni.